# Марасена
Марасена (ісп. Maracena) — місто і муніципалітет в Іспанії, у складі автономної спільноти Андалусія, у провінції Гранада. Населення — 21 097 осіб (2010).
Місто розташоване на відстані близько 360 км на південь від Мадрида, 4 км на північний захід від Гранади.

## Демографія
Динаміка населення (INE ):

## Галерея зображень

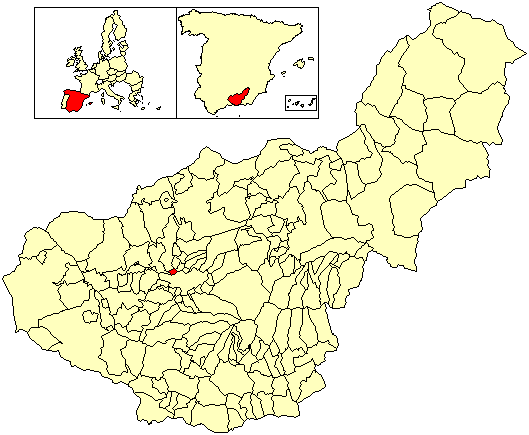
Розташування муніципалітету Марасена у провінції Гранада